# Horonda
Horonda (ukrajinsky Горонда, maďarsky Gorond) je obec na Ukrajině, v okrese Mukačevo v Zakarpatské oblasti.

## Vesnická komunita (hromada)
V obci se nachází sídlo Horondské vesnické komunity (ukrajinsky Горондівська сільська громада), do které kromě Horondy patří ještě obce Strabičovo a Žňatino.

## Historie
Na území obce byly nalezeny bronzové nástroje z 9. a 10. století před naším letopočtem. První písemná zmínka o obci pochází z roku 1550. V minulosti obec patřila Rakousku-Uhersku, od jeho rozpadu v roce 1918 až do roku 1938 byla součástí Československa. Po vyhnání nacistických okupantů (26. října 1944) vstoupilo do řad Rudé armády 40 obyvatel, z toho 9 obyvatel vstoupilo  do 1. československého armádního sboru. 8 z nich bylo za své vojenské činy vyznamenáno řády a medailemi SSSR, 12 zemřelo. Na počest vesničanů, kteří zemřeli v boji proti nacismu, byl v Horondě vztyčen obelisk.V roce 1945 byla Horonda i s okolím připojena k Ukrajinské SSR. V roce 1991 se Horonda stala součástí nezávislého ukrajinského státu